# Liste der Bildungseinrichtungen in Mannheim

Bildungsorte und Lernwelten in Deutschland

Wappen der Stadt Mannheim

In der Liste der Bildungseinrichtungen in Mannheim sind Bildungseinrichtungen für Orte, die zum Stadtkreis Mannheim in Baden-Württemberg gehören, aufgeführt. Die Schulaufsicht für die öffentlichen Schulen im Stadtkreis Mannheim liegt im Bereich der Gymnasien beim Regierungspräsidium Karlsruhe, für die Grund-, Werkreal- und Realschulen, die Sonderpädagogischen Bildungs- und Beratungszentren (SBBZ) und die Gemeinschaftsschulen ist das Staatliche Schulamt Mannheim zuständig.
Die Liste erhebt keinen Anspruch auf Vollständigkeit (Stand: 14. April 2020).

## Stadtmedienzentrum
Das Stadtmedienzentrum Mannheim im Stadthaus N1, 3.OG (⊙) erfüllt oder bietet die folgenden Funktionen:
- Beratungsangebote (z. B. Mobile Device Management „Jamf“,[3] Medienentwicklungsplanung, ECDL)
- Medienverleih (z. B. Blue-Bots, 3D-Drucker, iPad-Koffer)
- Medien und Bildungspläne (z. B. Leitperspektiven des Bildungsplan BW)
- Kooperationspartner (z. B. Lehrerausbildung, LMZ, Stadtbibliothek, Cineplex Mannheim, IJM Heidelberg, Girls Go Movie)
- Veranstaltungen (z. B. Kommende Fortbildungen und Veranstaltungen des SMZ)

## Hochschulen

### Öffentliche Hochschulen
Die folgenden staatlichen und staatlich anerkannten Hochschulen bestehen im Stadtkreis Mannheim:
| Name                                                            | Form | Lage | Träger    | Promotions- recht | Grün- dung | Studierende |
| --------------------------------------------------------------- | ---- | ---- | --------- | ----------------- | ---------- | ----------- |
| Hochschule der Bundesagentur für Arbeit (Mannheim)              | FH   | ⊙    | staatlich | nein              | 2006       | ~850        |
| Hochschule der Wirtschaft für Management Mannheim               | FH   | ⊙    | privat    | nein              | 2010       | ~250        |
| Staatliche Hochschule für Musik und Darstellende Kunst Mannheim | MH   | ⊙    | staatlich | ja                | 1971       | ~600        |
| Technische Hochschule Mannheim                                  | FH   | ⊙    | staatlich | nein              | 1898       | ~5.000      |
| Popakademie Baden-Württemberg (Mannheim)                        | FH   | ⊙    | staatlich | nein              | 2003       | ~250        |
| Universität Mannheim                                            | Uni  | ⊙    | staatlich | ja                | 1967       | ~12.000     |

### Duale Hochschulen
Folgende Duale Hochschulen bestehen in Mannheim:
- Duale Hochschule Baden-Württemberg Mannheim, Seckenheimer Landstraße 240 (⊙)[4]

### Private Hochschulen
Folgende private bzw. kostenpflichtige Hochschulen bestehen in Mannheim:
- Mannheim Business School, L 5, 6 (⊙)[5]
- Hochschule der Wirtschaft für Management (HDWM) Mannheim, Oskar-Meixner-Straße (⊙)[6]
- Hochschule für Gesundheitsorientierte Wissenschaften Rhein-Neckar (HGWR), Walter-Krause-Straße 11 (⊙)[7]

### Sonstige Hochschulen
- Medizinische Fakultät Mannheim, Theodor-Kutzer-Ufer 1-3 (⊙), eine von zwei unabhängigen Medizinfakultäten der Ruprecht-Karls-Universität Heidelberg[8]

## Grundschulen und Schulkindergärten

### Öffentliche Grundschulen
In Mannheim gibt es zurzeit folgende Grundschulen. Einzelne Grundschulen bieten einen Ganztagesschulbetrieb (GTS) in verbindlicher Form oder wahlweise an.
- Albrecht-Dürer-Schule in Mannheim-Käfertal, Baumstraße 24 (⊙) – Das Schulgebäude aus dem Jahr 1928 wurde bis 2001 neu renoviert, der frisch gestaltete Schulhof 2007 mit einem Schulfest eingeweiht.[10]
- Alfred-Delp-Schule, Waldpforte 41–43 (⊙)[11]
- Almenhofschule, Wilhelm-Liebknecht-Straße 8-20 (⊙)[12]
- Astrid-Lindgren-Schule, Rohrlachstraße 22–24 (⊙), verbindliche GTS[13]
- Bertha-Hirsch-Schule, Elisabeth-Altmann-Gottheiner-Straße 26 (⊙), verbindliche GTS[14]
- Brüder-Grimm-Schule, Spessartstraße 24–28  (⊙)[15]
- Diesterwegschule, Meerfelstraße 88–94 (⊙)[16]
- Erich-Kästner-Schule, Grenadierstraße 11 (⊙)[17]
- Franklin-Schule, Thomas–Jefferson-Straße 2 (⊙), verbindliche GTS[18]
- Friedrich-Ebert-Schule, Wiesbadener Straße 6 (⊙)[19]
- Friedrichsfeldschule, Neudorfstraße 26 (⊙)[20]
- Gerhart-Hauptmann-Schule, Wilhelm–Peters-Straße 76 (⊙), verbindliche GTS[21]
- Gustav-Wiederkehr-Schule, Kriegerstraße 28 (⊙)[22]
- Hans-Christian-Andersen-Schule, Rudolf–Maus-Straße 20 (⊙), verbindliche GTS[23]
- Humboldt-Schule, Gartenfeldstraße 20–22 (⊙)[24]
- Johannes-Kepler-Schule, K 5 (⊙), GTS in Wahlform[25]
- Johann-Peter-Hebel-Schule, Ernst–Barlach-Allee 3 (⊙)[26]
- Jungbuschschule, Werftstraße 6 (⊙), verbindliche GTS[27]
- Käfertalschule, Wormser Straße 26 (⊙)[28]
- Käthe-Kollwitz-Schule, Zum Herrenried 1 (⊙)[29]
- Mozart-Schule, R 2, 2 (⊙)[30]
- Neckar-Schule, Alphornstraße 4 (⊙)[31]
- Oststadtschule, Werderstraße 1–2 (⊙)[32]
- Pestalozzischule, Otto-Beck-Straße 5-7 (⊙)[33]
- Pfingstbergschule, Wintertraße 30 (⊙)[34]
- Rheinauschule, Mutterstadter Platz 5 (⊙)[35]
- Schiller-Schule, Luisenstraße 72–76 (⊙)[36]
- Schönauschule, Kattowitzer Zeile 68 (⊙)[37]
- Seckenheimschule, Zähringer Straße 66 (⊙)[38]
- Uhlandschule, Geibeltraße 6 (⊙), verbindliche GTS[39]
- Vogelstangschule, Eisenacher Weg 95 (⊙), verbindliche GTS[40]
- Waldhofschule, Oppauer Straße 3 (⊙)[41]
- Wallstadtschule, Römerstraße 33 (⊙), GTS in Wahlform[42]
- Wilhelm-Wundt-Schule, Belfortstraße 45-47 (⊙)[43]

### Grundschulförderklassen
Grundschulförderklassen dienen der Vorbereitung von Kindern auf die Grundschule. Sie werden von Kindern besucht die zwar schulpflichtig sind, aber zurückgestellt wurden. Mannheim verfügt über die folgenden Grundschulförderklassen:
- Albrecht-Dürer-Schule, Baumstraße 24 (⊙) – Grundschulförderklasse in Grundschule.[10]
- Alfred-Delp-Schule, Waldpforte 41–43 (⊙) – Grundschulförderklasse in Grundschule.[11]
- Pestalozzischule, Otto-Beck-Straße 5–7 (⊙) – Grundschulförderklasse in Grundschule.[33]
- Schönauschule, Kattowitzer Zeile 68 - Grundschulförderklasse in Grundschule.

### Schulkindergärten
Schulkindergärten dienen der Förderung von entwicklungsverzögerten Kindern. Sie werden besucht von Kindern ab dem 3. Lebensjahr (bei Körperbehinderungen ab dem 2. Lebensjahr) bis zur Einschulung. Ziel dieser Kindergärten ist es, den Kindern den Schuleintritt an einer allgemeinen Grundschule zu ermöglichen. Zum Besuch dieser Schulkindergärten ist ein Genehmigungsbescheid des Staatlichen Schulamtes Mannheim notwendig. In Mannheim bestehen folgende Schulkindergärten:
- Schulkindergarten der Lebenshilfe, Distelsand 11 (⊙)[46][47]

## Werkrealschulen
An folgenden Schulen bzw. Standorten bestehen Werkrealschulen in Mannheim:
- Geschwister-Scholl-Werkrealschule, Warnemünder Weg 2 (⊙)[49]
- Humboldt-Werkrealschule, Humboldtstraße 29 (⊙)[50]
- Pestalozzi-Werkrealschule, Otto-Beck-Straße 5–7 (⊙)[51]
- Pfingstberg-Werkrealschule, Winterstraße 30 (⊙)[52]
- Seckenheim-Werkrealschule, Zähringer Straße 66 (⊙)[53]
- Uhland-Werkrealschule, Geibelstraße 6 (⊙)[54]
- Wald-Werkrealschule, Walkürenstraße 7 (⊙)[55]

## Gemeinschaftsschulen
In Gemeinschaftsschulen lernen üblicherweise ab den 5. Klassen Schüler aus allen Schularten in einem Klassenverband auf ihrem persönlichen Leistungsniveau selbstständig in Lernbüros und an Projekten. Gemeinschaftsschulen sind eine Variante der Gesamtschule und Einheitsschule mit innerer Differenzierung als Alternative zu einem mehrgliedrigen Schulsystem mit äußerer Differenzierung nach der 4. oder 6. Klasse. Mannheim verfügt über die folgenden Gemeinschaftsschulen:
- Johannes-Kepler-Schule, Gemeinschaftsschule, K 5, 1 (⊙) – Die Johannes-Kepler-Schule ist seit dem Schuljahr 2016/2017 eine Gemeinschaftsschule.[57]
- Kerschensteinerschule, Gemeinschaftsschule, Apenrader Weg 18-20 (⊙)[58]

## Gesamtschulen
Eine Integrierte Gesamtschule ist eine Ganztagesschule, die sich durch individuelle Förderung ihrer Schüler, deren ganzheitliche Bildung und ihre soziale Integration auszeichnet. Folgende Integrierte Gesamtschule besteht in Mannheim:
- Integrierte Gesamtschule Mannheim-Herzogenried (IGMH), Herzogenriedstraße 50 (⊙)[59]

## Realschulen

### Öffentliche Realschulen
Folgende öffentliche Realschulen stehen den Einwohnern Mannheims zur Verfügung.
- Feudenheim-Realschule, Neckarstraße 4 (⊙)[61]
- Geschwister-Scholl-Realschule, Mecklenburger Straße 62 (⊙)[62]
- Marie-Curie-Realschule, Diesterwegstraße 1–7 (⊙)[63]
- Konrad-Duden-Realschule, Kronenburgstraße 45–55 (⊙)[64]
- Sandhofenschule, Realschule, Karlstraße 20–22 (⊙)[65]
- Seckenheimschule, Realschule, Zähringer Straße 66 (⊙)[66]
- Tulla-Realschule, Tullastraße 25 (⊙)[67]
- Waldschule, Realschule, Walkürenstraße 7 (⊙)[68]
- Wilhelm-Wundt-Realschule, Belfortstraße 45–47 (⊙)[69]

### Private Realschulen
Folgende private Realschulen bestehen in Mannheim:
- Abendrealschule der Abendschulen Mannheim, U 1, 16-19 (⊙)[70]
- das Kurpfalz, Realschule, M 6, 11 (⊙)[71]

## Allgemeinbildende Gymnasien

### Öffentliche Gymnasien
Mannheim verfügt über die folgenden öffentlichen Allgemeinbildenden Gymnasien:
- Elisabeth-Gymnasium, D 7, 8 (⊙)[73]
- Feudenheim-Gymnasium, Neckarstraße 4 (⊙)[74]
- Geschwister-Scholl-Gymnasium, Mecklenburger Straße 62 (⊙)[75]
- Johanna-Geissmar-Gymnasium, Lötzener Weg 2–4 (⊙)[76]
- Karl-Friedrich-Gymnasium Mannheim, Roonstraße 4–6 (⊙)[77]
- Lessing-Gymnasium, Josef-Braun-Ufer 15–16 (⊙)[78]
- Liselotte-Gymnasium Mannheim, Wespinstraße 21–25 (⊙)[79]
- Ludwig-Frank-Gymnasium, Käfertalerstraße 117–127 (⊙)[80]
- Moll-Gymnasium, Feldbergstraße 16 (⊙)[81]

### Private Gymnasien
In Mannheim bestehen die folgenden privaten Gymnasien:
- Abendgymnasium der Abendschulen Mannheim, U 1, 16-19 (⊙)[82]
- das Kurpfalz, Gymnasium, M 6, 11 (⊙)[71]
- Johann-Sebastian-Bach-Gymnasium (Mannheim-Neckarau) Luisenstraße 27 (⊙),  evangelisch-musisches Privatgymnasium.[83]
- Ursulinen-Gymnasium, A 4, 4 (⊙)[84]
- Karl-von-Drais-Schule, Gymnasium, Hans-Thoma-Straße 34
- Privatgymnasium Mannheim, Gymnasium, Friedrich-Karl-Straße 10

## Berufsbildende Schulen und Berufliche Gymnasien
Das Spektrum der Berufsbildenden Schulen in Mannheim ist breit: Vertreten sind verschiedene Typen beruflicher Schulen, beispielsweise Gewerblich und Kaufmännisch. In der Regel sind als Schularten berufsbildende Gymnasien, Berufsfachschulen, Berufskollegs (BKs) und ausbildungsbegleitende Berufsschulen vertreten. Daneben gibt es als Sonderformen Berufsvorbereitungsjahr (BVJ) und Berufseinstiegsjahr (BEJ). Die unterschiedlichen Schultypen und Schularten bestehen an den folgenden Schulen:
- Carl-Benz-Schule, Neckarpromenade 23 (⊙)[86]
- Eberhard-Gothein-Schule, U 2, 2–4 (⊙)[87]
- Friedrich-List-Schule, C 6, 1 (⊙)[88]
- Heinrich-Lanz-Schule, Hermann-Heimerich-Ufer 10 (⊙)[89]
- Helene-Lange-Schule, Hugo-Wolf-Straße 1–3 (⊙)[90]
- Justus-von-Liebig-Schule, Neckarpromenade 42 (⊙)[91]
- Max-Hachenburg-Schule, Tattersallstraße 28–30 (⊙)[92]
- Werner-von-Siemens-Schule, Neckarpromenade 17 (⊙)[93]

## Sonderpädagogische Bildungs- und Beratungszentren
In Mannheim existieren die folgenden Sonderpädagogische Bildungs- und Beratungszentren:
- Albrecht-Dürer-Schule für Sehbehinderte, SBBZ, Baumstraße 24 (⊙)[95] – Befindet sich im Gebäude der Albrecht-Dürer-Grundschule.[10]
- Eugen-Neter-Schule, SBBZ, Alter Frankfurter Weg 30 (⊙)[96]
- Gretje-Ahlrichs-Schule, SBBZ, Anemonenweg 8 (⊙)[97]
- Hans-Zulliger-Schule, SBBZ, Mittelstraße 137 (⊙)[98]
- Hermann-Gutzmann-Schule, SBBZ, Anemonenweg 4 (⊙)[99]
- Johannes-Gutenberg-Schule, SBBZ, in der Waldhofschule, Oppauer Straße 3 (⊙)[100]
- Maria-Montessori-Schule, SBBZ, U 2, 5-7 (⊙) – Sonderpädagogisches Bildungs- und Beratungszentrum mit Förderschwerpunkt Lernen.[101]
- Rheinauschule-Förderschule, SBBZ, Mutterstadter Platz 5 (⊙)[102]
- Schule für Kranke I, SBBZ, Theodor-Kutzer-Ufer 1-3 (⊙)[103]
- Schule im Quadrat J5, SBBZ, J 5 (⊙) – Eine öffentliche Mannheimer Schule, in der alle Kinder und Jugendlichen unterrichtet werden, die in der Kinder- und Jugendpsychiatrie am Zentralinstitut für Seelische Gesundheit (ZI) stationär behandelt werden.[104]
- Wilhelm-Busch-Schule, SBBZ, Käthe-Kollwitz-Straße 1 (⊙) – Sonderpädagogisches Bildungs- und Beratungszentrum mit dem Förderschwerpunkt Lernen.[105]

## Sonstige Bildungseinrichtungen

### Sonstige öffentliche Bildungseinrichtungen
Mannheim verfügt über die folgenden sonstigen Bildungseinrichtungen:
- Kinderakademie, städtischer Fachbereich, E 2, 15 (⊙),[106] Fachbereich beim staatlichen Schulamt, Augustaanlage 67 (⊙)[107]
- Jugendakademie, städtischer Fachbereich, E 2, 15 (⊙),[108] Fachbereich beim staatlichen Schulamt, Augustaanlage 67 (⊙)[109]
- Städtischen Musikschule Mannheim, E 4, 14 (⊙) – Die Musikschule Mannheim gehört mit etwa 5.700 Schülern zu den großen Musikschulen in Deutschland.[110][111]

### Sonstige private Akademien
Folgende private Akademien bestehen in Mannheim:
- Abendakademie und Volkshochschule Mannheim, U 1, 16-19 (⊙)[112]
- Akademie für Kommunikation Mannheim, Augustaanlage 32 (⊙)[113]
- IB Medizinische Akademie Mannheim, Janderstraße 5 (⊙)[114]
- Mannheimer Akademie für soziale Berufe, E 1 (⊙)[115]
- Merkur-Akademie Mannheim, Walter-Krause-Straße 7-9 (⊙)[116]
- Verwaltungs- und Wirtschafts-Akademie Rhein-Neckar, Heinrich-Lanz-Straße 19/21 (⊙)[117]

### Sonstige Privatschulen
In Mannheim bestehen folgende sonstige Privatschulen:
- Adventistische Bekenntnisschule Mannheim, Auf dem Sand 74 (⊙)[118]
- Bernd-Blindow-Schulen Mannheim, Käfertaler Straße 190 (⊙)[119]
- Carlo-Schmid-Schule Mannheim, Neckarauer Straße 106/116 (⊙)[120]
- Freie Waldorfschule Mannheim, Neckarauer Waldweg 131 (⊙)[121]
- Hans-Müller-Wiedemann-Schule, Private Schule für Geistigbehinderte, Kiesteichweg 14 (⊙) – Eine freie heilpädagogische Ganztagsschule auf anthroposophischer Grundlage in Mannheim Neckarau.[122]
- Karl-von-Drais-Schule Mannheim, Hans-Thoma-Straße 34 (⊙)[123]
- Odilienschule, Kiesteichweg 10 (⊙)[124]